# 레키프
레키프(프랑스어: L'Équipe)는 프랑스 전역에서 발간되는 일간 스포츠 신문으로, 에디시온 필립 아모리가 소유하고 있다. 레키프의 전신은 로토이다. 레키프는 주로 축구, 럭비, 모터스포츠, 자전거 경기를 보도하는 신문으로 잘 알려져 있다. 로토는 1903년 판매량을 늘리기 위해, 자전거 경기 투르 드 프랑스를 개최했다. 마요 존이라는 노란 유니폼은 1919년 경주에서 착용되게 되었다. 이것은 로토 신문의 특징있는 노란색을 반영한 것이다.